# Stazione di Lama
La stazione di Lama è una stazione ferroviaria posta sulla linea Rovigo-Chioggia. Serve il centro abitato di Lama Polesine, frazione del comune di Ceregnano.

## Storia

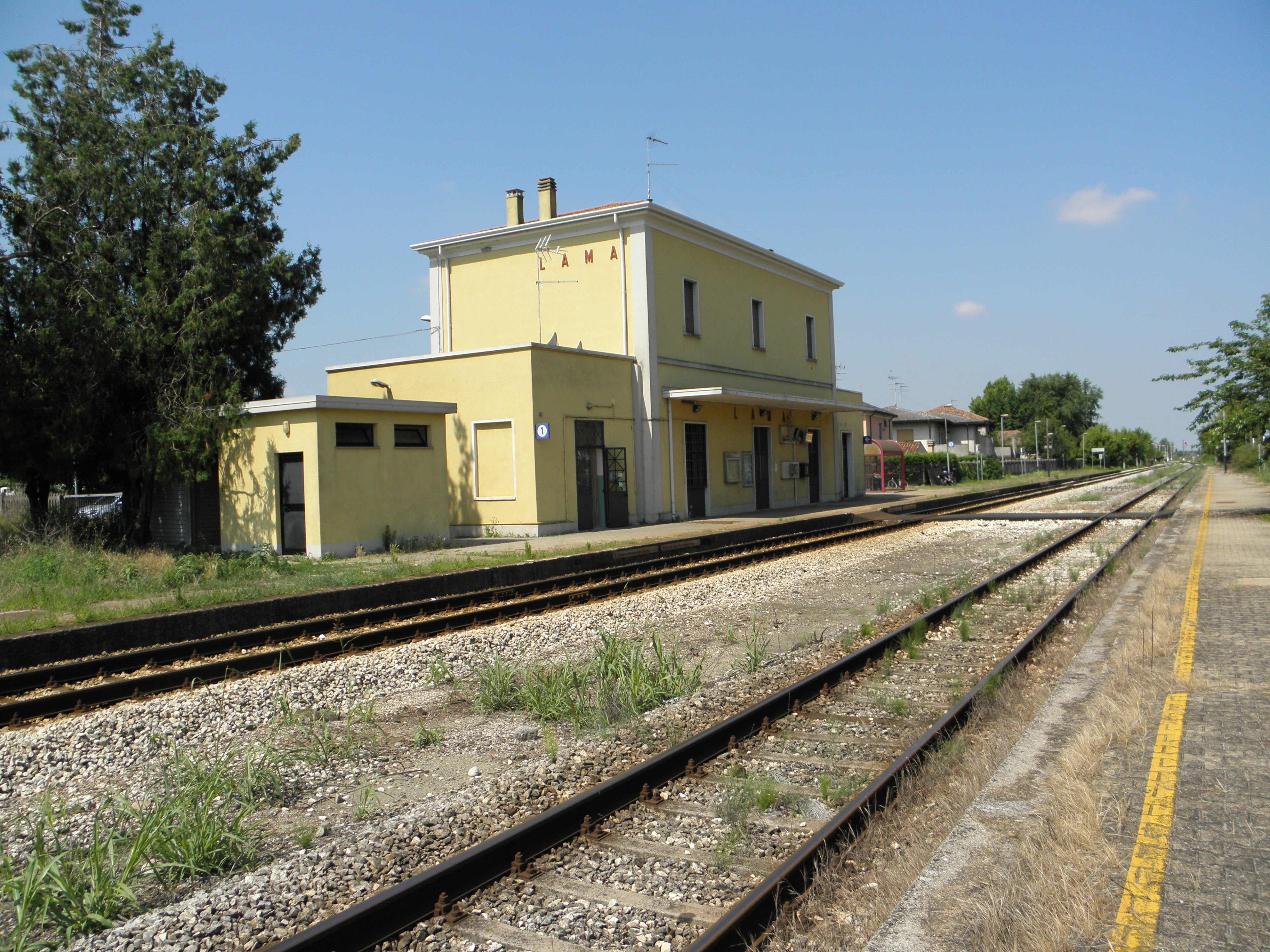
Il piazzale binari

La stazione non ha la presenza di operatori fisici ed è controllata a distanza dalle stazioni di Rovigo e Chioggia. Fino agli anni settanta del XX secolo nei pressi della stazione sorgeva uno zuccherificio e ciò la rendeva uno snodo nevralgico per l'economia del luogo.